# 1 500 mètres masculin aux Jeux olympiques d'été de 1988 (athlétisme)
Navigation
Los Angeles 1984 Barcelone 1992
L'épreuve du 1 500 mètres masculin aux Jeux olympiques de 1988 s'est déroulée les 29 septembre et 1er octobre 1988 au Stade olympique de Séoul, en Corée du Sud. Elle est remportée par le Kényan Peter Rono.

## Résultats

### Finale
| Rang               | Athlète            | Pays               | Temps         |
| ------------------ | ------------------ | ------------------ | ------------- |
| Médaille d'or      | Peter Rono         | Kenya              | 3 min 35 s 95 |
| Médaille d'argent  | Peter Elliott      | Royaume-Uni        | 3 min 36 s 15 |
| Médaille de bronze | Jens-Peter Herold  | Allemagne de l'Est | 3 min 36 s 21 |
| 4                  | Steve Cram         | Royaume-Uni        | 3 min 36 s 24 |
| 5                  | Steve Scott        | États-Unis         | 3 min 36 s 99 |
| 6                  | Han Kulker         | Pays-Bas           | 3 min 37 s 08 |
| 7                  | Kipkoech Cheruiyot | Kenya              | 3 min 37 s 94 |
| 8                  | Marcus O'Sullivan  | Irlande            | 3 min 38 s 39 |
| 9                  | Mario Silva        | Portugal           | 3 min 38 s 77 |
| 10                 | Jeff Atkinson      | États-Unis         | 3 min 40 s 80 |
| 11                 | Joseph Chesire     | Kenya              | 3 min 40 s 82 |
| 12                 | Omer Khalifa       | Soudan             | 3 min 41 s 07 |

## Légende
Records et Performances
- AR : Record continental (area record)
- CR : Record des championnats (championship record)
- MR : Record du meeting (meet record)
- NR : Record national (national record)
- OR : Record olympique (olympic record)
- PR : Record paralympique (paralympic record)
- PB : Record personnel (personal best)
- SB : Meilleure performance personnelle de la saison (season's best)
- WL : Meilleure performance mondiale de l'année (world leader)
- WJR : Record du monde junior (world junior record)
- WR : Record du monde (world record)

Circonstances et Conditions
- DNF : N'a pas terminé (did not finish)
- DNS : N'a pas pris le départ (did not start)
- DQ : Disqualification (disqualification)
- NM : Aucun essai valable enregistré (No Mark)
- Q : Qualifié « directement » au prochain tour (ou à la prochaine compétition), lors d'une compétition majeure, grâce au classement ou à la réalisation des minima (automatic qualifier)
- q : Qualifié au prochain tour (ou à la prochaine compétition), lors d'une compétition majeure, grâce au repêchage ou à la réalisation de l'une des meilleures performances parmi celles des « non qualifiés directement » (grâce au meilleur temps ou à la meilleure distance par exemple) (secondary qualifier)